# نائورم ماهش سینگ
نائورم ماهش سینگ (انگلیسی: Naorem Mahesh Singh؛ زادهٔ ۱ مارس ۱۹۹۹) بازیکن فوتبال است.
وی همچنین در تیم ملی فوتبال هند بازی کرده‌است.